# Esma Agolli
Esma Agolli (ur. 1 lipca 1928 w Tiranie, zm. 5 czerwca 2010 w Tiranie) – albańska aktorka.

## Życiorys
W okresie II wojny światowej działała w ruchu oporu. W 1942 zadebiutowała na scenie, występując w dramacie Besima Levonji w Teatrze Partyzanckim. W 1945 ukończyła szkołę pedagogiczną. Od 1948 występowała w Teatrze Ludowym (alb. Teatri Popullor) w Tiranie. Zadebiutowała na tej scenie rolą Shabiny w dramacie Per ata qe jane ne det. NA tej scenie zagrała ponad 50 ról. Przeszła na emeryturę w sierpniu 1980, choć potem sporadycznie powracała na scenę. Uhonorowana tytułem Zasłużonego Artysty (alb. Artist i Merituar).
Na dużym ekranie zadebiutowała w 1957 epizodyczną rolą w filmie Jej dzieci. Potem zagrała jeszcze w 5 filmach fabularnych.
Zmarła wskutek nagłego zatrzymania krążenia.

## Role filmowe
- 1957: Femijet e saj jako narzeczona
- 1958: Tana
- 1979: Mysafiri jako Agatha
- 1979: Ne shtepine tone
- 1979: Përtej mureve të gurta jako Mrs Nerriman
- 1990: Flete te bardha (TV) jako Aferdita